# Abisyniak
Abisyniak (Zavattariornis stresemanni) – gatunek średniej wielkości ptaka z rodziny krukowatych (Corvidae). Występuje endemicznie na południu Etiopii, zasiedlając niewielki obszar wzdłuż jednego z pasm Wyżyny Abisyńskiej. Zagrożony wyginięciem ze względu na ocieplanie się klimatu i niewielki areał występowania.

## Taksonomia
Po raz pierwszy gatunek opisał w 1938 Edgardo Moltoni. Do dziś jest uznawany za gatunek monotypowy. Wątpliwości budziła natomiast jego przynależność systematyczna. Od czasu jego opisania umieszczano go w kilku różnych rodzinach wróblowych. Od dłuższego czasu zalicza się go do rodziny krukowatych, w monotypowym rodzaju Zavattariornis. Analizy DNA potwierdziły słuszność umiejscowienia abisyniaka wśród Corvidae, a wśród najbliższych krewnych wymienia się naziemne sójki z rodzaju Podoces oraz kruczka (z rodzaju Ptilostomus). Dalsze pokrewieństwo łączy go ze srokami. Być może abisyniak jest żyjącym przedstawicielem przodka tych kilku rodzajów. Niemniej kilka nietypowych cech, jak naga, ruchoma skóra twarzy, budowa podniebienia czy rodzaj pasożytujących na nich wszy powodowało, że część badaczy umieszczała abisyniaka w rodzinie szpakowatych (Sturnidae) lub wydzielała do samodzielnej rodziny Zavattariornithidae.
Holotyp pochodzi z Etiopii i znajduje się obecnie w Muzeum Historii Naturalnej w Mediolanie, gdzie po wojnie pracował Edgardo Moltoni. Obydwa człony nazwy upamiętniają znanych ornitologów: nazwa rodzajowa Zavattariornis nadana została na cześć Edoarda Zavattariego, włoskiego zoologa i odkrywcy, który w latach 1935–1958 był dyrektorem Instytutu Zoologicznego Uniwersytetu Rzymskiego; natomiast epitet gatunkowy stresemanni upamiętnia niemieckiego ornitologa Erwina Stresemanna.

## Morfologia
Długość ciała wynosi 28 cm, masa ciała ok. 130 g. W upierzeniu przeważa barwa jasnoszara – bardziej popielata na grzbiecie i piersi, przechodząca w bielszą, lekko kremową na głowie i brzuchu. Skrzydła i ogon czarne z delikatnym, niebieskim połyskiem. Ogon jest stosunkowo długi, zakończony kwadratowo. Nogi i dziób czarne. Dziób, jak na krukowate, wąski, zakrzywiony, ostro zakończony o długości 33–39 mm. Cechą charakterystyczną gatunku jest naga skóra wokół oka o intensywnej, jasnoniebieskiej barwie, którą ptak może napompować zwężając oko w wąską szparkę. Cienkie pióra na brodzie może stroszyć tworząc krzaczastą kępkę. Dymorfizm płciowy nie występuje. Młodociane osobniki są ciemniejsze, a skóra wokół oka, dziób i nogi są matowo szare.

## Zasięg występowania
Obszar występowania abisyniaka jest ograniczony do niewielkiego terenu w południowej części Wyżyny Abisyńskiej w okolicach miast Yabelo i Mega w Strefie Borena na południu regionu Oromia. Znaczna część populacji znajduje się na obszarze chronionym Yabelo Wildlife Sanctuary. Notowany na wysokości od 1300 do 1800 m n.p.m. Niewielki zasięg występowania jest związany z wymaganiami klimatycznymi gatunku, a obszar, na którym występuje, to zaledwie 2400 km², przy czym szacuje się, że obszary o odpowiednim dla niego klimacie i roślinności nie przekraczają łącznie 4500 km².

## Ekologia i zachowanie
Występuje na obszarach otwartej sawanny, porastanej przez drzewa i zarośla z głównie z rodzaju balsamowiec i akacja. Najlepiej jeśli zarośla te znajdują się w sąsiedztwie pól uprawnych. Nie toleruje zbyt wysokich temperatur, dlatego nie zapuszcza się na niżej położone obszary, gdzie średnia temperatura roczna jest wyższa. Preferuje też bardziej suche, trawiaste podłoże, na którym żeruje, dlatego zasięg występowania ograniczają od północy bardziej wilgotne, zalesione stoki Wyżyny Abisyńskiej. Nie stroni od ludzi i jest pospolita w pobliżu siedzib ludzkich. Żywi się głównie stawonogami i ich larwami wygrzebywanymi z gruntu i odchodów, ale łapie również owady latające i zbiera pasożyty z bydła. Poza sezonem lęgowym żeruje stadnie. Wykazuje szereg zachowań społecznych, w tym zabawę, wzajemne czyszczenie piór, karmienie się i wspólne gniazdowanie. Podczas żerowania niektóre osobniki pełnią role strażników i ostrzegają inne przed niebezpieczeństwem.

### Głos
Jak większość gatunków krukowatych jest ptakiem bardzo głośnym, szczególnie podczas żerowania. Jego podstawowe zawołanie zostało opisane jako pojedyncze, metaliczne „kedż”. Podczas lotu często wykrzykuje nosowe, szybkie „kerr kerr kerr”. Chociaż są to najczęstsze wokalizacje, znanych jest kilka innych. Dorosłe osobniki podczas wzajemnego przeczesywania piór wydają metaliczne „kau, kau, kau”. Żerujące ptaki wołają „hał, hał, hał”, pojedyncze ciche „kuak” i miękkie, powtarzane „gał”. Wiadomo, że podczas budowania gniazda wydaje niski dźwięk „keh”, a dorosłe osobniki wydają głębokie „łał”, pocierając o siebie dzioby.

### Lęgi
Lęgi odbywa między marcem i czerwcem, co jest skorelowane z porą deszczową, choć notowano je również w październiku i listopadzie, podczas niższych opadów. Częste są lęgi kooperacyjne, gdzie parze dorosłych pomaga od 1 do 4 młodocianych osobników z poprzednich lęgów. Dany osobnik może pomagać kilku parom na raz. Gniazda buduje pojedynczo lub w luźnych koloniach 3 do 5 gniazd w jednej okolicy. Budową gniazda i karmieniem zajmują się obydwoje rodzice. Pary są monogamiczne, często kojarzą się na całe życie. Gniazdo budowane jest zazwyczaj na szczycie krzewu lub drzewa akacji na wysokości 2,5–15 m, choć notowano je również na sztucznych konstrukcjach (słupach telegraficznych czy elektrycznych). Gniazdo to solidna struktura złożona z gałązek akacji z łajnem, która tworzy stabilne termicznie środowisko. Ma kształt nieregularnej kuli z wlotem od góry. Całość ma średnicę ok. 60 cm, a komora lęgowa, wyściełana trawą ok. 30 cm. Samica składa do 6 jaj o kremowym kolorze z jasnoliliowymi plamami, które skupiają się w pierścień przy szerszym końcu. Grupa rodzinna nawet po opierzeniu się młodych pozostaje w okolicy gniazda.

## Status i zagrożenia
IUCN uznaje abisyniaka za gatunek zagrożony (EN, Endangered) od 2005. Wcześniej, w latach 1994–2004 posiadał status gatunku narażonego (VU, Vulnerable). Zmiana statusu nastąpiła po badaniach populacji, które wykazały, że w latach 1989–2003 jego liczebność na obszarze Yabelo Wildlife Sanctuary zmalała aż o 80%. Na podstawie obserwacji gniazd i obszaru, na którym notuje się występowanie abisyniaków, ich liczebność szacowano w 2012 pomiędzy 10 a 20 tys. dorosłych osobników, ale mogą to być szacunki zawyżone. Niewielki obszar występowania, ograniczony do chłodniejszych i jednocześnie suchych terenów wyżyny jest dużym wyzwaniem dla ochrony gatunku. Ocieplanie się klimatu, pożary i aktywność ludzka stanowią zagrożenie dla stabilności preferowanych przez abisyniaka habitatów. Szczególnie niebezpieczne są zmiany w kulturze rolnej – luźny wypas zwierząt zastąpiła teraz skondensowana i osiadła hodowla oraz przemysłowe uprawy, np. kukurydzy. Zmniejsza to możliwości żerowania abisyniaków, które potrzebują luźnej, bogatej w larwy chrząszczy gleby.